# Only the Family
Only the Family, auch oft OTF abgekürzt, ist ein Musiklabel und Rapkollektiv aus Chicago, Illinois. 2010 wurde das Label anfangs als Kollektiv von Lil Durk gegründet. Zu den Mitgliedern gehören größtenteils Gang-Mitglieder der Black Disciples.

## Gründung
OTF gehörte bei der Gründung zum Teil Coke Boys, dem Label von French Montana, weswegen anfangs das Label auch noch OTF Coke Boys hieß. Einige Mitglieder des Labels wirkten bei Coke Boys 3 mit, bevor man sich danach entschied, Independent zu gehen und als Sublabel bei Alamo Records und Interscope Records zu unterschreiben.

### Mitglieder
- Lil Durk (Gründer)
- Doodie Lo
- Lil Mexico
- Hypno Carlito
- Booka600
- JusBlow600
- OTF Timo
- Esparo
- Lil Maze (O block Member)
- OTF Dede/Deeski
- Lil Zay Osama
- OTF Boonie Moe
- chief wuk
- THF Zoo
- Nozza Jordan
- C3

#### Ehemalige Mitglieder
- OTF Nunu/Nuski (verstorben)
- King Von (verstorben)
- Memo600 (ausgetreten)

## Diskografie
Alben
| Jahr | Titel                           | Höchstplatzierung, Gesamtwochen, AuszeichnungChartplatzierungen (Jahr, Titel, Platzierungen, Wochen, Auszeichnungen, Anmerkungen) | Höchstplatzierung, Gesamtwochen, AuszeichnungChartplatzierungen (Jahr, Titel, Platzierungen, Wochen, Auszeichnungen, Anmerkungen) | Anmerkungen                             |
| Jahr | Titel                           | US | R&B | Anmerkungen                             |
| ---- | ------------------------------- | --- | --- | --------------------------------------- |
| 2019 | Family over Everything          | US93 (1 Wo.)US | R&B42 (1 Wo.)R&B | Erstveröffentlichung: 11. Dezember 2019 |
| 2021 | Lil Durk Presents: Loyal Bros   | US12 (… Wo.)US | R&B6 (… Wo.)R&B | Erstveröffentlichung: 5. März 2021      |
| 2022 | Lil Durk Presents: Loyal Bros 2 | US37 (6 Wo.)US | R&B13 (… Wo.)R&B | Erstveröffentlichung: 16. Dezember 2022 |
| 2023 | Nightmares In The Trenches      | US114 (… Wo.)US | R&B40 (… Wo.)R&B | Erstveröffentlichung: 17. November 2023 |

- 2018: Only the Family Involved, Vol. 1
- 2018: Only the Family Involved, Vol. 2